# Manfred von Clary-Aldringen
Pour les autres membres de la famille, voir Clary-Aldringen.
Le comte Manfred von Clary und Aldringen (30 mai 1852, Vienne – 12 février 1928, château d'Herrnau (de), Salzbourg) est un noble et homme d'État austro-hongrois.

## Biographie

### Noble austro-hongrois
Manfred nait dans le palais palais familial de Vienne le 30 mai 1852. Il est issu d'une des plus grandes familles de la noblesse austro-hongroise originaire du royaume de Bohême, les princes Clary-und-Aldringen. Ses parents sont le Prince Edmund Moritz et la princesse Elisabeth-Alexandrine von Clary-und-Aldringen, (née comtesse de Ficquelmont). Son frère aîné, Siegfried (1848–1929), est l'un des principaux diplomates austro-hongrois de la Belle Époque. Pur produit de la haute aristocratie autrichienne, Manfred épouse à Vienne le 26 avril 1884 la comtesse Franziska Pejácsevich de Veröcze, elle-même issue de l'une des plus puissantes familles de la noblesse croate et descendante des princes Esterházy von Galántha. Le couple a deux enfants.

### Homme d'État austro-hongrois
Le comte Clary-und-Aldringen étudie le droit à l'Université de Vienne avant de se lancer dans une carrière politique au service de l'empire d'Autriche-Hongrie.
Le 22 février 1896, il devient président du Land impérial de Silésie autrichienne, une province stratégique de l'Empire : située aux confins de l'Empire allemand, de la Pologne historique et du royaume de Bohême (le territoire ancestral des princes Clary-Aldringen), la Silésie est riche de ressources naturelles et de conflits rampants. 
Le 1er décembre 1898, le comte Manfred quitte son poste en Silésie pour devenir président du Land impérial de Styrie qu'il dirige sans interruption jusqu'à la chute de l'Empire en 1918 et siéger au Conseil impérial (Reichsrat). La Styrie est un centre névralgique situé au cœur de l'Empire, à la frontière entre Cisleithanie et Transleithanie. Ancien duché du Saint-Empire, c'est une région industrielle et agricole d'importance à l'identité forte qui abrite la ville de Graz, un des moteurs de l'économie impériale et un des principaux centres universitaires d'Autriche. 

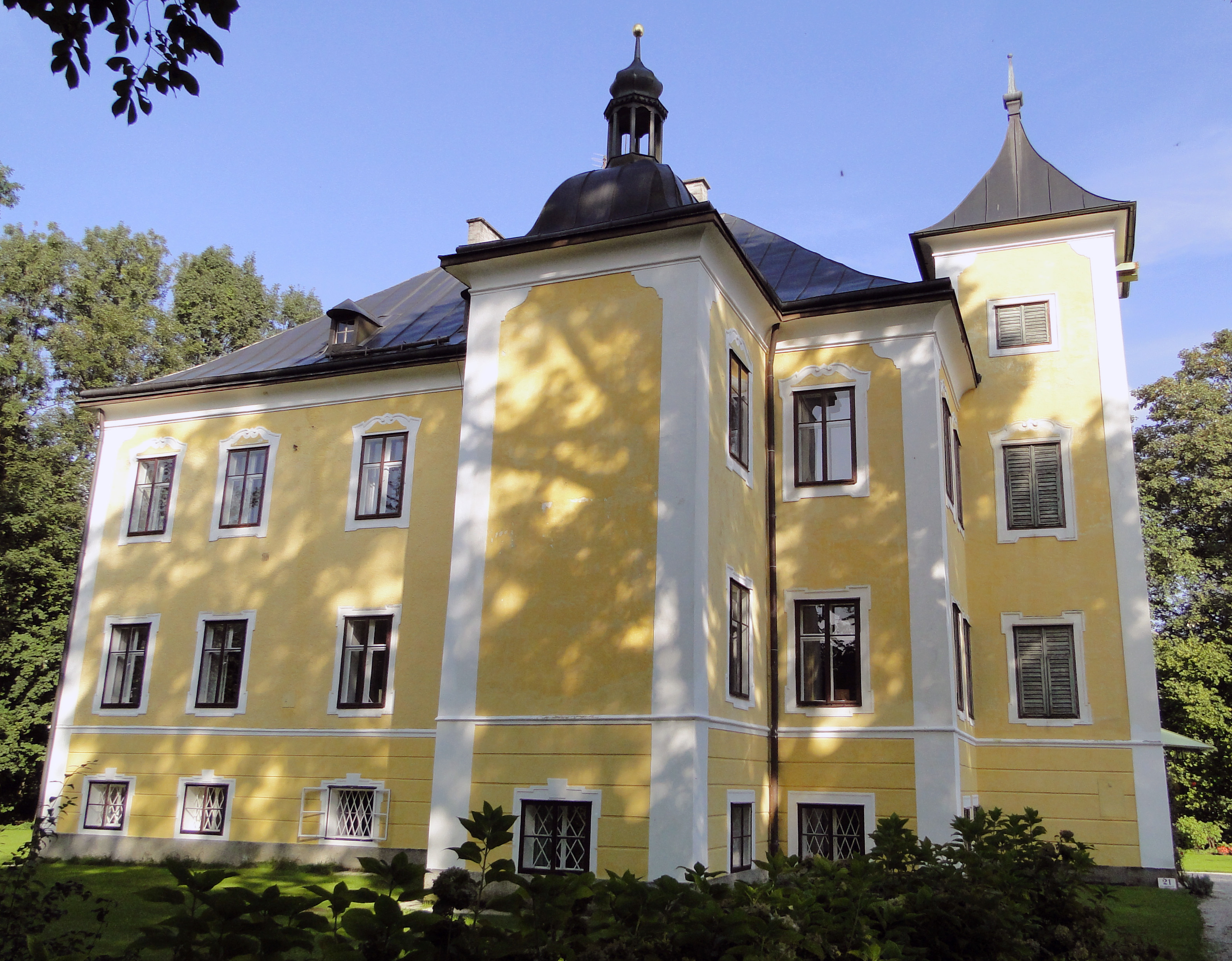
château d'Herrnau, Salzbourg

Entre octobre et décembre 1899, le comte Clary-und-Aldringen sert comme Ministre-Président de Cisleithanie, le poste politique le plus important de la partie autrichienne de l'Empire. Il suit ainsi les traces de son grand-père, le comte Charles-Louis de Ficquelmont, qui avait succédé à Metternich comme Ministre-Président de tout l'Empire en 1848.  
À la chute de l'Empire, il quitte toute fonction officielle. Il passe le reste de sa vie entre ses domaines autrichiens et les domaines tchèques de sa famille (Teplice) et meurt dans sa résidence Salzbourgeoise, le château d'Herrnau (de) le 12 février 1928.
Manfred est largement considéré comme un modernisateur et est salué pour sa lutte efficace contre les ravages dus à la tuberculose alors qu'il est président de la Croix-Rouge autrichienne.